# Christina Dalcher
 (mai 2023).
La mise en forme du texte ne suit pas les recommandations de Wikipédia : il faut le « wikifier ».
Les points d'amélioration suivants sont les cas les plus fréquents. Le détail des points à revoir est peut-être précisé sur la page de discussion.
- Les titres sont pré-formatés par le logiciel. Ils ne sont ni en capitales, ni en gras.
- Le texte ne doit pas être écrit en capitales (les noms de famille non plus), ni en gras, ni en italique, ni en « petit »…
- Le gras n'est utilisé que pour surligner le titre de l'article dans l'introduction, une seule fois.
- L'italique est rarement utilisé : mots en langue étrangère, titres d'œuvres, noms de bateaux, etc.
- Les citations ne sont pas en italique mais en corps de texte normal. Elles sont entourées par des guillemets français : « et ».
- Les listes à puces sont à éviter, des paragraphes rédigés étant largement préférés. Les tableaux sont à réserver à la présentation de données structurées (résultats, etc.).
- Les appels de note de bas de page (petits chiffres en exposant, introduits par l'outil «  Source ») sont à placer entre la fin de phrase et le point final[comme ça].
- Les liens internes (vers d'autres articles de Wikipédia) sont à choisir avec parcimonie. Créez des liens vers des articles approfondissant le sujet. Les termes génériques sans rapport avec le sujet sont à éviter, ainsi que les répétitions de liens vers un même terme.
- Les liens externes sont à placer uniquement dans une section « Liens externes », à la fin de l'article. Ces liens sont à choisir avec parcimonie suivant les règles définies. Si un lien sert de source à l'article, son insertion dans le texte est à faire par les notes de bas de page.
- La présentation des références doit suivre les conventions bibliographiques. Il est recommandé d'utiliser les modèles {{Ouvrage}}, {{Chapitre}}, {{Article}}, {{Lien web}} et/ou {{Bibliographie}}. Le mode d'édition visuel peut mettre en forme automatiquement les références.
- Insérer une infobox (cadre d'informations à droite) n'est pas obligatoire pour parachever la mise en page.

Pour une aide détaillée, merci de consulter Aide:Wikification.
Si vous pensez que ces points ont été résolus, vous pouvez retirer ce bandeau et améliorer la mise en forme d'un autre article.
Christina Dalcher est une écrivaine et docteure en linguistique américaine. Elle s'est fait connaître avec son premier roman Vox et est connue pour ses romans dystopiques.

## Biographie
Christina Dalcher grandit dans le New Jersey et étudié à l'université de Georgetown.  Elle étudie à l'université de Georgetown. De 2006 à 2009, elle vit à Clerkenwell et travaille comme chercheuse à la City University de Londres. Elle s'installe ensuite  à Abu Dhabi pendant trois ans et plusieurs mois au Sri Lanka avec son mari Bruce, avocat spécialisé en droit maritime. Elle vit à Norfolk, en Virginie.
Christina Dalcher se tourne vers l'écriture tardivement, à près de 50 ans. Son premier ouvrage, le roman dystopique Vox, est publié seulement quatre ans plus tard, en 2018. Deux ans plus tard, elle publie le roman QI, puis Femlandia.

## Œuvres
L'auteure a publié son premier roman, Vox, en 2018. Christina Dalcher ne s'était jamais essayée à la littérature auparavant et, pour écrire son premier ouvrage, elle s'est inspirée de plusieurs romans dystopiques : 1984 de George Orwell, qu'elle a lu pour la première fois exactement en 1984, alors que l'auteure était au lycée, et qu'elle a relu fréquemment depuis, Fahrenheit 451 de l'auteur britannique Ray Bradbury et, enfin, La Servante écarlate de la Canadienne Margaret Atwood, qu'elle a lu au milieu des années 1980, alors qu'il venait d'être publié. Selon elle, le trait commun de ces trois romans est le danger que représente pour les citoyens un État trop présent dans leur vie.

## Ouvrages
- Vox, 2018 ((en) Vox, 2018),  (ISBN 9780440000815)[6],[7],[8],[9],[10],[11],[12]
- QI, 2021 ((en) Master Class, 2020)  (ISBN 9780440000846) [13],[14]
- Femlandia, 2023, ((en) Femlandia, 2021)  (ISBN 9780593201121) [15]